# Harry Hartung
Harry Hartung (* 30. März 1956) ist ein ehemaliger deutscher Fußballspieler.

## Werdegang
Der in Niedershausen im Landkreis Limburg-Weilburg aufgewachsene Harry Hartung spielte beim FC Burgsolms bevor er zur Saison 1980/81 in die Bundesliga, zum Karlsruher SC wechselte. Der badische Bundesligaaufsteiger nahm neben dem hessischen Amateur noch die Spieler Hans-Jürgen Boysen, Reinhold Fanz und den zuvor ausgeliehenen Wolfgang Schüler neu im Spielerkader auf. Im Wildparkstadion gab er am 11. Spieltag sein Debüt in der Bundesliga, als er im Heimspiel gegen Bayer 04 Leverkusen von Trainer Manfred Krafft in der zweiten Halbzeit für Schüler eingewechselt wurde. Die Stammspieler in der Offensive mit Emanuel Günther, Raimund Krauth und Schüler konnte er im Laufe der Runde nicht verdrängen und für die meisten Tore im Team sorgte Verteidiger Stefan Groß mit 14 Treffern. In sieben Spielen wurde er zum Einsatz gebracht und der KSC erreichte den 10. Rang. In seiner zweiten Saison 1981/82 in Karlsruhe wurde Trainer Krafft Ende November 1981 von Max Merkel abgelöst. Hartung konnte seine Einsätze auf zehn Spiele ausbauen und erzielte am 8. Mai 1982 beim 3:2-Heimerfolg gegen den 1. FC Nürnberg ein Tor. Wiederum waren Mittelfeld- und Abwehrspieler in der KSC-Elf am torgefährlichsten. Gerhard Bold erzielte 13 und Groß elf Tore. Der KSC konnte mit dem 14. Rang die Klasse erhalten. Zur Saison 1982/83 kam mit Horst Franz ein neuer Trainer nach Karlsruhe und es wurden die zwei Angreifer Erhard Hofeditz und Max Hagmayr für die Offensive verpflichtet. Hartung spielte keine Rolle mehr und wechselte nach zweieinhalb Jahren auf intensives Bemühen des damaligen Trainers Rolf Birkhölzer zur SpVgg Bad Homburg.
Nach Rundenende fing der während seiner Zeit in Burgsolms über die Berufsfachschule in Limburg und die Fachhochschule in Idstein sich zum Diplomingenieur sowie zum Architekten ausgebildete Hartung bei den Rot-Weißen aus dem Dilltal, bei Eintracht Haiger an. Er spielte mit Haiger in der Oberliga Hessen und auch im DFB-Pokal. Die Eintracht gewann 1984 mit Angreifer Hartung den Hessenpokal und qualifizierte sich damit für den DFB-Pokal, in dem in der 2. Runde der Bundesligist Karlsruher SC auf dem heimischen „Haarwasen“ in der Verlängerung mit 1:0 geschlagen werden konnte. In der Oberliga Hessen wurde Hartung insgesamt zwei Mal Torschützenkönig. 